# Lila López
Lila del Carmen Isabel Leonor López Patiño (Ciudad de México, 8 de julio de 1933 - San Luis Potosí, 10 de octubre de 2001) también conocida como Lila López, fue una bailarina, coreógrafa, docente y promotora cultural mexicana, que aporto a la descentralización de la danza.

## Trayectoria
Sus primeros estudios en danza los realizó en la academia de Magda Montoya donde bailó junto a su mentora por 15 años, fue parte del Ballet Infantil del Sindicato Mexicano de Electricistas, posteriormente pasó a Quinteto y finalmente, se unió al ballet universitario perteneciente a la Universidad Nacional Autónoma de México.
Fue parte activa del Movimiento Nacionalista de Danza Moderna entre las décadas de los años 40 y 50.
Durante 1960 se trasladó a San Luis Potosí, donde creó la Escuela de Danza del Instituto Potosino de Bellas Artes y en 1962 asumió la dirección del área de danza. Durante su labor en dirección y de docencia creó tres de los cinco grupos existentes en el instituto: el ballet infantil, el ballet juvenil y el ballet provincial del Instituto Potosino de Bellas Artes, fundado en 1964, siendo un referente de la danza contemporánea en México que cuenta con más de 50 coreografías originales desarrolladas por su fundadora.
En 1981 realizó el primer Festival Nacional de Danza Contemporánea con sede en San Luis Potosí, siendo el primero de su tipo en Latinoamérica, en ese año convocó a la comunidad dancística nacional para promover la especialidad a través de presentaciones, talleres, encuentros y otras actividades, posteriormente sería conocido como Festival Internacional de Danza Contemporánea al convertirse en un referente internacional.

## Estilo dancístico
Su estilo dancístico y coreográfico se definió por estar dentro del marco de la danza contemporánea de corte nacionalista, con rasgos de la región del altiplano norte de México, que es donde se ubica San Luis Potosí, mismo que le transmitió al Ballet Provincial.

## Homenajes
En 2001 durante el Día Mundial de la Danza celebrado el 29 de abril, el Instituto Nacional de Bellas Artes rindió homenaje a su trayectoria. Durante el mismo año, el gobierno del estado de San Luis Potosí realizó la modificación del nombre del festival creado en 1981, llamándose Festival Internacional de Danza Contemporánea Lila López, además de instituir un premio estatal de danza con su nombre.
En 2022 el gobierno del estado de San Luis Potosí, a través de su secretaria de cultura, rindió homenaje a Lila López como celebración del 89 aniversario de su nacimiento, realizando una remembranza de su trayectoria.

## Premios
En 1992 recibió el Premio Nacional de Danza Contemporánea José Limón, el cual fue otorgado por el Consejo Nacional para las Culturas y las Artes, en conjunto con el Instituto Nacional de Bellas Artes y el Gobierno del estado de Sinaloa a través de la Dirección de Investigación y Fomento de la Cultura Regional.